# Шеррі Екер
Шеррі Екер (англ. Sherry Acker, нар. 16 червня 1959) — колишня американська тенісистка.
Здобула один парний титул туру WTA, досягла півфіналу US Open 1979 року в парному розряді та півфіналу Вімблдону 1981 року в міксті.
Завершила кар'єру 1985 року.

## Фінали Туру WTA

### Одиночний розряд (1 поразка)
| Результат | Ранг | Дата             | Турнір                         | Покриття  | Опонент      | Рахунок  |
| --------- | ---- | ---------------- | ------------------------------ | --------- | ------------ | -------- |
| Поразка   | 1.   | 3 листопада 1980 | Porsche Tennis Grand Prix 1980 | Килим (i) | Трейсі Остін | 2–6, 5–7 |

### Парний розряд (1 титул, 2 поразки)
| Результат | Ранг | Дата           | Турнір                                             | Покриття | Партнер        | Опоненти                      | Рахунок       |
| --------- | ---- | -------------- | -------------------------------------------------- | -------- | -------------- | ----------------------------- | ------------- |
| Поразка   | 1.   | 14 лютого 1983 | Virginia Slims of Pennsylvania 1983, Colorado, USA | Тверде   | Енн Генрікссон | Лі Антонопліс Барбара Джордан | 3–6, 4–6      |
| Перемога  | 1.   | 9 січня 1984   | Virginia Slims of Nashville 1984, USA              | Тверде   | Кенді Рейнолдс | Мері-Лу Деніелс Пола Сміт     | 5–7, 7–6, 7–6 |
| Поразка   | 2.   | 12 січня 1984  | Virginia Slims of Denver 1984, Colorado, USA       | Тверде   | Кенді Рейнолдс | Енн Гоббс Марселла Мескер     | 2–6, 3–6      |